# Silent Hill (film)
Silent Hill je kanadsko-francoska grozljivka iz leta 2006, delo režiserja Christopha Gansa. Scenaristi filma so Roger Avary, Christophe Gans in Nicolas Boukhrief. Film temelji na seriji preživetvenih grozljivih videoiger Silent Hill studia Konami in vsebuje predvsem čustvene ter verske elemente iz prve, druge, tretje in četrte video igre. V filmu igrajo Radha Mitchell, Laurie Holden, Jodelle Ferland, Alice Krige, Sean Bean in Deborah Kara Unger.
Film sledi Rose, ki vzame svojo posvojeno hčerko Sharon v mesto Silent Hill, zaradi katerega Sharon hodi v spanju. Ko prispeta v Silent Hill, Rose povzroči prometno nesrečo, in ko se zbudi je Sharon pogrešana. Medtem ko išče svojo hčer, se Rose bori z lokalnim kultom dokler ne izve Sharonine povezanosti z mestno preteklostjo.
Nastajanje Silent Hilla se je začelo na začetku 21. stoletja. Da bi lahko poustvaril video igre v film, se je Gans za pravice boril kar pet let, katere mu je Konami nazadnje le dal. Gans in Avary sta začela ustvarjati scenarij leta 2004. Avary je za vzgled mesta vzel Centralio v Pensilvaniji. S snemanjem so začeli februarja 2005 v Kanadi v Brantfordu v Ontariu. 
Silent Hill je bil izdan 21. aprila 2006, z zaslužkom s skoraj 100 milijonov USD. Filmski kritiki so pohvalili vizualne učinke, kraje snemanja in atmosfero, vendar so kritizirali dialoge, vsebino in trajanje filma. Nadaljevanje imenovano Silent Hill: Razodetje (Silent Hill: Revelation) je bilo izdano 26. oktobra 2012 in bilo med kritiki in javnostjo slabo sprejeto.

## Vsebina
Rose Da Silva in njen mož Cristopher imata težave s hčerko Sharon, ki hodi v spanju zaradi nočnih mor o kraju Silent Hill, ki je zapuščeno že trideset let zaradi požara, ki je razdejal mesto. Čeprav se Cristopher s tem ne strinja, se Rose odloči da bo s Sharon obiskala mesto in poskusila najti odgovore. Njeno čudno obnašanje vzbudi pozornost policistke Cybil Bennett. Cybil skuša Rose ustaviti, a Rose zbeži, nato pa se na cesti pojavi dekle ki povzroči prometno nesrečo in Rose izgubi zavest. Ko se čez nekaj časa zbudi, ugotovi da je Sharon izginila, in da je mesto prekrito v meglo in pepel.
Med raziskovanjem mesta, Rose začne slediti dekletu, ki je zelo podobno njeni hčerki, vendar kmalu spozna, da v mestu vladajo nečloveška bitja, ki se zgrnejo nad mesto ko napoči tema. Rose sliši za dekle Alesso Gillespie, ki jo je zažgal fanatičen mestni kult. Njena mati Dahlia, se potika po mestu in se počuti krivo za to kar se je zgodilo njeni hčerki. Rose se kmalu pridruži Cybil, ki prav tako obtiči v mestu ki ga omejuje prepad. Medtem Cristopher raziskuje mesto s policistom Thomasom Gucciem, vendar brez uspeha. Cristopher najde fotografijo Allesse in se napoti v sirotišnico, kjer je bila posvojena Sharon. Tam ga zaloti Gucci in mu pove, da je živel v Silent Hillu in rešil Alesso pred požarom. Cristopheru predlaga naj preneha z iskanjem in se vrne domov.
Rose in Cybil odideta v hotel, ki ga je nekoč uporabljal kult. Tam srečata mentalno zaostalo Ano. Rose spozna temno Alesso, ki predstavlja požgano Sharon. Takrat napoči tema in Rose, Cybil in Ana pobegnejo v cerkev kulta, vendar Ano vzame iz kože velikanska pošast-Piramid Head. Vodja kulta, Alessina teta Christabella, predlaga da ''demon'' ve kje je Sharon. Kult Rose in Cybil odpelje v bolnišnico in jima pove, da je demon v kleti. Ko pa opazijo sliko Sharon na Rosini verižici, ki jo je ta izgubila v cerkvi, jo Cristabella imenuje za čarovnico in naroči meščanom, naj jo ubijejo. Cybil skuša Rose zaščititi, zato se spopade z meščani vendar jo ti brutalno pretepejo,onesposobijo in ujamejo. Medtem Rose z dvigalom uspe priti do kleti.
Rose najde Alessino sobo in spozna, da je temna Alessa le poosebitev Alessine jeze in temačnosti. Alessa ji razkrije, da jo je kult zažgal, ker je bila nezakonski otrok in ker je imela nadnaravne moči. Vendar je Alessa preživela kot temna Alessa in ustvarila obdobja teme nad mestom. Temna Alessa tako prosi Rose za pomoč pri maščevanju saj ima dostop do cerkve kulta. Kult medtem ugrabi Sharon, ki jo je skrivala Dahlia. Prav tako Cybil (živo) zažgejo, še preden umre, pa Cybil Sharon zagotovi, da bo Rose prišla po njo.
Rose se vrne v cerkev in obtožuje Cristabello, ta pa jo nato zabode v vrat. Rosina kri spusti v cerkev temo in Alessa pobije vse člane kulta, prizanese pa le Dahlii. Rose pove Dahlii, da je mati v očeh otrok bog (ponovi izjavo Cybil, ki ji je to povedala, preden sta se nameravali spustiti v klet ). Nato se s Sharon vrne domov. Cristopher je že doma ko se Rose in Sharon vrneta, vendar dom najdeta v megli Silent Hilla, ki ju ločuje do Cristopherja.

## Igralci
- Radha Mitchell kot Rose Da Silva, obupana mati, ki želi pomagati svoji hčerki Sharon pri njeni hoji v spanju med katero govori o mestu Silet Hill.
- Sean Bean kot Christopher Da Silva, Sharonin oče in Rosin mož, ki nasprotuje ženini odločitvi, da bi iskala odgovore v Silent Hillu.
- Laurie Holden kot Cybil Bennett, policistka na motorju iz mesta Brahams, ki je sumničava glede Rose in ji sledi v Silent Hill.
- Jodelle Ferland kot Alessa Gillespie, dekle, ki se je rodila izven zakona in zato so jo obsodili člani kulta. Prav tako igra temno Alesso, ki predstavlja Alessin bes in Sharon Da Silva, ki predstavlja Alessino nedolžnost, katero sta posvojila Rose in Cristopher.
- Deborah Kara Unger kot Dahlia Gillespie, mati Alesse, ki tava po megleni dimenziji Silent hilla, po tem, ko je izgubila svojo hčerko zaradi žrtvovanja.
- Kim Coates kot policist Thomas Gucci, policist dobrega srca, na katerega so vplivali dogodki v Silent Hillu.
- Tanya Allen kot Anna, otročja in duševno neuravnovešena članica kulta.
- Alice Krige kot Christabella, visoka svečenica kulta, ki zažiga tiste, ki jih ima za ''čarovnice'', da bi preprečila apokalipso in izbrisala grehe.
- Christopher Britton kot Adam, član kulta.
- Nicky Guadagni kot Eleanor, Anina mati.
- Roberto Campanella kot velikanska pošast s piramidno glavo, človeku podobna podobna pošast, ki ima na glavi čelado v obliki piramide. Prvič se je pojavil v video igri Silent Hill 2 in kot Colin, šolski hišnik, ki je posilil Alesso in se sedaj pojavlja kot pošast zavita v žico.
- Emily Lineham kot Lisa Garland (v odjavni špici kot "Rdeča medicinska sestra"), medicinska sestra, ki je bila strašno zaznamovana s strani Alesse, ker je pokukala v njeno sobo in sedaj je ena izmed temačnih medicinskih sester, ki strašijo po bolnišnici.
- Lorry Ayers kot odrasla Alessa Gillespie, ki je preživela 30 let v kleti bolnišnice in se vrne kot ženska z brazgotinami, da bi se maščevala kultu.
- Eve Crawford kot sestra Margaret, vodja sirotišnice, kjer je bila posvojena Sharon. Skrbela je za sirote, katerih starši so umrli v požaru v Silent Hillu.